# 개구리 하사 케로로
《개구리 하사 케로로》(ケロロ軍曹 케로로 군소[*])는 요시자키 미네가 창작한 일본의 코미디 만화 시리즈다. 1999년부터 《월간 소년 에이스》에 연재되었다.

## 줄거리
큰 눈, 이등신도 채 되지 않는 깜찍한 개구리 케로로 중사는 그 깜찍한 외모 속에 지구 정복이라는 무시무시한 야욕을 품고 머나먼 우주에서 왔다. 그러나 중학생 나츠미와 후유키 남매에게 자신의 정체를 들키고부터는 그 야심이 조금씩 빗나가기 시작하는데…. 용맹무쌍한 중사에서 집안의 식모로 전락한 케로로 중사가 지구에서 살아남으려는 처절한 몸부림을 보인다.
외모는 영락없이 개구리지만 과학이 발달된 케로星의 케론人에게는 케론볼이 있다. 이 케론볼만 있으면 하늘을 날 수도 있고 상대방에게 전기로써 공격할 수도 있다. 그러나 케론볼은 만화 시작부터 후유키에게 빼앗기고 설상가상 케로성 침공군은 돌발 상황으로 지구에서 철수했다. 지원군이 하나도 남지 않았다는 사실을 알아챈 케로로는 지구인에게 잽싸게 붙는다. "제발 친구가 되어 줘" 집안의 식모이자 말할 줄 아는 애완동물로 전락한 케로로 중사. 그러나 지구 정복의 야심은 아직 꺾이지는 않았다!

## 등장인물

### 케로로 소대
- 케로로 군조(ケロロ 軍曹) (한국: 케로로 중사)

케로로 소대의 소대장이며, 지구 침략에 실패하면서 히나타 가족의 가정부로 포로 생활을 하게 되었다. 물론 무급으로 일하는 게 아니라, 나츠미의 어머니인 히나타 아키에게 소액의 용돈을 받는 유급 가정부이다. 하지만 천하태평한 성격으로 이런 생활을 즐기는 듯도 하다. 취미는 인터넷 서핑, 건담 프라모델 조립, 애니메이션 게로로 함장 녹화, 만화책 수집 등으로, 편한 거는 다 좋아한다. 게다가 내놓는 지구침략 계획은 햄버거를 팔아서 식생활을 정복하기, 노래를 들으면 스스로 춤을 추는 구두 만들기 등의 엉뚱한 계획들이어서, 세우는 작전마다 실패하기 일쑤이다. 좋아하는 과일은 카람볼라. 모든 케론성인들 중에서도 습기에 가장 민감하기 때문에 장마나 비오는 날이 되면 그 시절의 케로로로 변하여 성격이 포악해지고 이때의 전투력은 케로로 소대원 5명 중에서도 최강일 뿐만이 아니라 히나타 나츠미도 전혀 감당하지 못할 정도로 강력해진다.
- 기로로 오장(ギロロ 伍長) (한국: 기로로 하사)

케로로 소대에서 가장 군인다운 모습을 보여준다. 케로로는 항상 침략 타령을 하던 기로로가 나츠미와 관련된 일이면 나츠미를 우선적으로 생각하는 기로로를 보고 '빨간 오뚝이'라는 별명을 붙여주었다. 아무 생각 없이 사는 케로로에게 늘 잔소리를 하고, 감정이 많다. 동경하는 인물은 히나타 나츠미.
- 타마마 이등병(タママ 二等兵)

케로로 소대에서 가장 어리고 귀여운 외모를 가지고 있다고 하고, 그 귀여운 자신의 모습을 무섭다고 생각한다. 과자와 사탕과 같이 단 음식을 좋아하고 케로로 중사를 존경하며 아주 좋아한다. 때문에 케로로를 좋아하는 모아에게 엄청난 질투심을 가지고 있다. 특기는 타마마 임팩트.
- 도로로 병장(ドロロ 兵長)

케로로 소대에서 가장 세고 강인한 체력을 가지고 있다. 7회 연속 어쌔신 대회에서 우승을 하였다. 케로로와 기로로, 푸루루와는 어렸을 때부터 함께 지내온 친구이다. 하지만 소대에서 잊혀진 존재로 왕따를 당하고 있다.
- 쿠루루 조장(クルル 曹長) (한국: 쿠루루 상사)

명석한 두뇌로 여러 발명품을 만들어 내는 인물. 하지만 대부분 위험한 발명품이라 아군에게도 피해를 준다는게 문제이다. 이 문제로 인하여 본부에 큰 타격을 주어(군사 시스템 해킹하여), 원래 부여받을 예정이었던 소위 등급보다 아래인 상사 등급을 부여받게 되었다. 싸이코적인 기질이 있으며 늘 기분 나쁜 웃음 "큭크크크"를 내며 다닌다. 그러나 자신과 반대 성향인 앙골모아의 오라엔 꼼짝 못한다. 좋아하는 음식은 카레. 케로로 소대에선 도로로 다음으로 존재감이 없다.
- 앙골모아(Angolmois)

노스트라다무스가 예언한 지구의 파괴자. 그러나 잠깐 잠을 자는 새에 1999년이 지나가버리고, 몇 년 후에서야 지구에 상륙하게 된다. 케로로와는 어릴 적부터 상당히 잘 아는 사이이며, 케로로의 포섭으로 인해 소대에 들어와서 오퍼레이터로 활동하고 있다. 특기는 지구를 파괴시키는 아마겟돈과 엉뚱한 사자성어 사용. 케로로를 좋아해서 그의 엉뚱한 생각을 미화해서 생각한다. 케로로 중사에게 위해를 가하는 존재는 설령 그게 누구라 하더라도 가차없는 응징을 가한다.

### 히나타 가
- 히나타 나츠미(日向 夏美) (한국: 강한별)

이 애니메이션의 히로인. 히나타 가의 장녀로 중학교 2학년이다. 누나다운 모습을 보여주기 위해 노력하고 있다. 함께 살게 된 케로로를 썩 좋아하지 않아서 케로로를 늘 부려먹고, 바보 개구리라고 부르며 구박한다. 성질이 급하고 화를 잘내는 다혈질이지만, 공부와 스포츠 등의 뛰어난 소질을 가지고 있다. 하지만 그림 실력은 최악인데다가 귀신 뿐만 아니라 귀신 이야기도 싫어한다. 그녀가 동경하는 인물은 선배인 사부로.
- 히나타 후유키(日向 冬樹) (한국: 강우주)

히나타 나츠미의 동생. 중학교 1학년. 착한 성격의 소유자이다. 덕분에 케로로를 편견없이 있는 그대로 대한다. 하지만 화가 나면 그 누구보다 무섭다. 심령 과학(오컬트) 마니아이며 불가사의한 일에 관심이 많다.
- 히나타 아키(日向 秋) (한국:홍미나)

남매의 어머니. 만화 잡지를 편집하는 편집자이다.
- 히나타 아키나(日向 秋奈)

히나타 아키의 어머니이자, 히나타 나츠미와 후유키의 할머니이다.
- 히나타 하루 (추정)(日向 春)

남매의 아버지. 케로로 중사 357화에서 그 존재를 알렸다.

### 니시자와 가
- 니시자와 모모카(西澤 桃華) (한국: 유나라)

전 세계를 주름잡고 있는 니시자와 피치 그룹(한국:나라 평화 그룹)의 외동딸. 후유키를 매우 좋아해 그가 만든 심령 과학 동호회(오컬트 클럽)에 멤버에 들어갔다. 또한 후유키를 돕기 위해 그룹의 재력을 발휘하기도 한다. 히나타 후유키를 동경하고 있다. 그래서 후유키 앞에서는 과격한 진짜 성격을 숨기고 얌전한 척 하지만, 후유키가 위기에 처하거나 데이트를 방해받으면 진짜 성격이 드러난다.
- 니시자와 바이오(西澤 梅雄) (한국: 유바우)

전 세계 50% 이상의 경제력을 잡고 있는 니시자와 피치 그룹(한국:나라 그룹)의 회장. 모모카(나라)를 딸로서 좋아하지만, 많은 일 때문에 모모카와는 만나기 힘든 인물이다. 모모카의 어머니도 세계 곳곳에서 활동하는 격투기 선수여서 나라와 자주 만나기는 힘들다.
- 폴 모리야마(한국: 폴)

모모카 저택의 집사. 이전에 모모카의 아버지인 니시자와 바이오와 싸웠다가 패배, 이후 모모카(나라)의 집사가 되어, 따라다니면서 수행한다.

### 주변 인물
- 아즈마야 코유키(東谷 小雪) (한국: 권설화)

비밀의 닌자 마을에서 전학 온 아이. 도로로와 함께 산다. 닌자로서의 실력이 매우 뛰어나다. 전학한 날에 알게 된 나츠미를 잘 따른다.
- 코고로(556) (한국: 556)

자칭 우주 탐정. 케로로와 소꿉 친구로 지냈다. 어른이 되어서 우주 형사 시험에 수도 없이 낙방하고, 탐정 사무소를 차렸다. 동생 라비가 그의 조수로 활동하고 있다. 언제나 웃고 있다. 컬러 박스 마니아.
- 라비

코고로의 동생. 언제나 여러 가지 구실을 대며 "죄송해요"를 남발한다. 언제나 웃는 코고로의 진짜 표정을 간파할 수 있는 유일한 소녀이다.
- 사부로(623, 무츠미) (한국: 사빈)

쿠루루의 전파 친구. 쿠루루의 실체화 펜을 사용한다. 623의 My 라디오의 비밀 메인 DJ. 나츠미의 동경의 대상.
- 아리사 서전 크로스(アリサ) (한국: 리사)

어둠의 세계 '다크 존'에서 온, 어둠에 깃든 자를 사냥하는 '다크 헌터'라고 자칭하는 수수께끼의 소녀. 뭔가 사악한 분위기를 풍기지만 후유키를 좋아하는 마음은 진심인 듯 하다.

### 가루루 소대
- 가루루 중위(ガルル 中尉)

전혀 침략에 진전 없는 케로로 소대 대신 본부에서 파견한 베테랑 전사. 전쟁에서 갖은 공을 세운 전과가 있는 중위이며 2기 후반부부터는 지구 침략을 하기 위해 소대원과 함께 지구에 찾아온다. 기로로의 형으로 전투에서는 기로로 하사 보다 월등하며 이해력과 판단력이 빠르다. 하지만 동생인 기로로를 생각 하는 듯 싶지만, 생각을 알 수 없는 인물이다.
- 타루루 상등병(タルル 上等兵)

타마마의 후배로 올챙이 적부터 그를 사부라 부르며 따랐다. 1기(당시 올챙이)때부터 가끔 지구로 날아와서 타마마를 괴롭히고 온갖 말썽을 부렸던 캐릭터. 가루루 소대에 스카웃되어 돌아왔을 땐 상등병으로 사부인 타마마보다 계급도 올라갔으며 이미 올챙이 꼬리도 뗀 상태였다. 타마마와 같은 격투와 에네르기파 등의 초인적인 기술을 무기로 하는 케론인이다. 필살기는 두 눈에서 발사하는 빔인 타루루 제노 사이드 EX이다.
- 조루루 병장(ゾルル 兵長)

실질적 계급은 무효라고 하며 몸의 절반이 풀메탈로 사이보그화된 케론인. 가루루 소대에 들어간 것도 지구에 온 것도 침략을 위해서가 아닌 제로로(도로로의 본명)와 결판을 내기 위해서라고 하며, 도로로 타도를 최종 목표로 삼고 있다.
- 토로로 신병(トロロ 新兵)

자신 외에는 전부 바보라 생각하고 있다. 생긴 것부터 성격, 특기까지 쿠루루와 같은 냄새를 풍기는데 쿠루루가 케론군 장교였던 시절에 계속 지기만 하면서도 끝까지 태클을 걸어온 골치 아픈 녀석이었다. 그 덕분에 케론군에 스카웃되어 가루루 소대에 들어간 이후, 케로로 소대의 기상 위성 깍쟁이(모티브 쿠루루)에 바이러스를 심어서 폭주시키고 지구의 모든 컴퓨터를 해킹, 쿠루루의 방어 시스템 침입까지 성공한다. 늘 인스턴트 식품을 먹고 있다.
- 푸루루 간호장(プルル 看護長)

가루루 중위 부대의 간호병이며 중위 부대의 홍일점이기도 하다. 케로로의 전 짝사랑 상대. 가루루 부대 중 유일하게 정말로 상냥하고 따뜻한 마음을 가지고 있으며 남을 위해 봉사할 줄도 아는 인물.

### 슈라라 군단
- 슈라라 군단은 애니메이션판 케로로 중사의 등장인물 집단이다. 슈라라 (본명 시라라), 푸타타, 메케케, 기루루, 도쿠쿠, 로보보, 누이이, 교로로, 유키키 (한국명 눈와와), 카게게의 10명으로 구성되어 있다. 이들은 원래 우주에 누군가의 부탁을 대신 들어주는 필살 심부름꾼들이지만, 누군가로부터 케로로 소대를 말살해 달라는 부탁을 받게 된다.

### 기타 인물
- 뇨로로(한국: 요로로)

케론인의 천적 중 하나. 습기가 주식이며, 습기가 지나치게 많은 케론인들을 빨아 먹고 산다. 특히 습기를 많이 머금으면 조절할 수 없는 힘 때문에 케로로도 뇨로로에게 곧잘 습격당하곤 한다.
- 스모모(すもも)

전 은하계에서 주목받고 있는 아이돌. 그러나 지쳐서 지구로 도망오게 되다 케로로 중사를 만나게 된다. 인간으로도 변신 가능하다.
- 포용(ポヨン)

안드로메다 앞에서 근무하는 우주 담당 경찰관. "포용"이라는 단어를 말 끝에 붙이는 특이한 말투를 지니고 있다. 같은 일을 하는 자매도 존재한다.
- 유령 소녀(幽霊 少女)

케로로의 방에 붙어있는 지박령. 흔히 담력 훈련할 때나 무서운 이야기를 할 때 잘 등장하지만, 기본적으로는 관심받고 싶어하나 외면받는 비운의 캐릭터. 유령답게 이루지 못한 소원 때문에 이승을 떠돌고 있다.

## 단행본
| 권     | 화          | 일본판 ISBN            | 발간일 | 발간일   |
| ------ | ----------- | ---------------------- | ------ | -------- |
| 제1권  | 제1~10화    | ISBN 4-04-713307-8     | 1999년 | 12월 1일 |
| 제2권  | 제11~20화   | ISBN 4-04-713344-2     | 2000년 | 7월 1일  |
| 제3권  | 제21~29화   | ISBN 4-04-713396-5     | 2001년 | 3월 1일  |
| 제4권  | 제30~37화   | ISBN 4-04-713455-4     | 2001년 | 10월 1일 |
| 제5권  | 제38~45화   | ISBN 4-04-713496-1     | 2002년 | 6월 1일  |
| 제6권  | 제46~53화   | ISBN 4-04-713532-1     | 2003년 | 2월 1일  |
| 제7권  | 제54~61화   | ISBN 4-04-713574-7     | 2003년 | 10월 1일 |
| 제8권  | 제62~69화   | ISBN 4-04-713613-1     | 2004년 | 3월 27일 |
| 제9권  | 제70~76화   | ISBN 4-04-713651-4     | 2004년 | 8월 10일 |
| 제10권 | 제77~83화   | ISBN 4-04-713705-7     | 2005년 | 8월 26일 |
| 제11권 | 제84~91화   | ISBN 4-04-713762-6     | 2005년 | 10월 8일 |
| 제12권 | 제92~100화  | ISBN 4-04-713791-X     | 2006년 | 2월 25일 |
| 제13권 | 제101~109화 | ISBN 4-04-713837-1     | 2006년 | 7월 26일 |
| 제14권 | 제110~117화 | ISBN 978-4-04-713903-9 | 2007년 | 2월 26일 |
| 제15권 | 제118~135화 | ISBN 4-04-713939-4     | 2007년 | 7월 26일 |

## 비디오 게임
| 이름                                             | 플랫폼           | 발간일 (대한민국) | 발간일 (대한민국) |
| ------------------------------------------------ | ---------------- | ----------------- | ----------------- |
| 개구리중사 케로로 -불꽃튀는 배틀로얄 Z           | 플레이스테이션 2 | 2006년 4월 27일   |                   |
| 찾아라! 개구리 하사 케로로 틀린그림찾기 대작전!  | 닌텐도 DS        | 2007년 12월 20일  |                   |
| 초 극장판 개구리 중사 케로로 더무비 천공대모험   | 닌텐도 DS        | 2008년 12월 4일   |                   |
| 초 극장판 개구리 중사 케로로 더무비 드래곤워리어 | 닌텐도 DS        | 2009년 11월 19일  |                   |